# Ciérvana
Ciérvana (em castelhano) ou Zierbena (em basco) é um município da Espanha na província da Biscaia, comunidade autónoma do País Basco. Faz parte da comarca de Grande Bilbau e tem 9,15 km² de área. Em 2021 tinha 1 516 habitantes (densidade: 165,7 hab./km²).